# چینده، موزامبیک
چینده (به لاتین: Chinde) یک شهر در موزامبیک است که در Chinde District واقع شده‌است.